# Anaphela stellata
Anaphela stellata là một loài bướm đêm thuộc họ Notodontidae. Chúng được tìm thấy ở Ethiopia, Madagascar và Senegal.